# Heteropsis strigula
Heteropsis strigula is een vlinder uit de familie van de Nymphalidae, uit de onderfamilie van de Satyrinae. De soort is voor het eerst wetenschappelijk beschreven als Mycalesis strigula door Paul Mabille in een publicatie uit 1877.
De soort komt voor in de bossen en bosranden van Madagaskar.